# Catalogul Tycho
Catalogul Tycho este un catalog stelar rezultat al misiunii spațiale astrometrice Hipparcos stimulată de Agenția Spațială Europeană. Există două versiuni ale catalogului: Tycho-1 și Tycho-2. Ultima se distinge printr-o precizie crescută mulțumită unor tehnici mai bune de reducție a datelor și printr-un mai mare număr al stelelor listate.
Denumirea catalogului îl omagiază pe astronomul danez Tycho Brahe (1546 - 1601).
Catalogul Tycho-2 conține măsuri astrometrice și fotometrice pentru cele 2,5 milioane de stele cele mai strălucitoare de pe cer:
- poziția pe cer,
- mișcarea proprie (deplasarea pe bolta cerească),
- magnitudini B și V.

În acest catalog numele stelelor se scriu în modul următor: TYC 6853-677-1

### Legături interne
- Astrometrie
- Agenția Spațială Europeană
- Catalogul Hipparcos